# Coccophagus coracinus
Coccophagus coracinus is een vliesvleugelig insect uit de familie Aphelinidae. De wetenschappelijke naam is voor het eerst geldig gepubliceerd in 1940 door Compere.